# バイタルネット
株式会社バイタルネット（英: VITAL-NET,Inc.）は、宮城県仙台市に本社を置く医薬品卸でバイタルケーエスケー・ホールディングスの完全子会社。「株式会社葦の会」の一社でもある。

## 沿革
- 1950年2月 - 株式会社鈴彦商店設立。
- 1970年9月 - 株式会社鈴彦に商号変更。
- 1983年4月 - 岩手県の村研薬品株式会社及び山形県の朝日薬品株式会社を合併し、サンエス株式会社に商号変更。
- 1991年11月 - 株式を店頭登録。
- 1993年8月 - 東京証券取引所市場第二部に上場。
- 1995年9月 - 東京証券取引所市場第一部に指定替え。
- 2000年5月23日 - 新潟県上越市の三栄薬品株式会社及び新潟市の株式会社ニチエーとの間で、合併契約書を締結。
- 2001年1月1日 - 上記2社を合併し、株式会社バイタルネットに商号変更。
- 2002年7月 - 仙台市のオオモリ薬品東北株式会社を合併。
- 2005年
  - 3月1日 - 自社及び東邦薬品（東京都）、ほくやく（北海道）、鍋林（長野県）、中北薬品（愛知県）、ケーエスケー（大阪府）、アステム（大分県）の以上6社で業務提携を行う。
  - 6月 - 株式会社バイタルヘルスケア設立。
  - 10月 - 株式会社バイタルケア設立。
- 2007年 - 富山県高岡市の株式会社井上誠昌堂（現・ファイネス）を子会社化。
- 2008年
  - 1月1日 - 連結子会社である株式会社バイタルエクスプレス、株式会社バイタルエクスプレス秋田、株式会社バイタルエクスプレス山形、株式会社バイタルエクスプレス新潟の四社が合併し、株式会社バイタルエクスプレスとなる。
  - 4月 - 子会社のバイタルヘルスケア（宮城県名取市）がアステムの子会社リードヘルスケア（旧・アステムヘルスケア、福岡県北九州市）に吸収合併される。
- 2009年4月1日 - 株式移転により、株式会社ケーエスケーと持株会社・株式会社バイタルケーエスケー・ホールディングスを設立。株式会社バイタルネットは株式会社バイタルケーエスケー・ホールディングスの完全子会社となる。
- 2011年10月1日 - サンエス東京株式会社を吸収合併。
- 2014年
  - 1月 - 子会社であった株式会社井上誠昌堂が株式会社フレットに吸収合併され、株式会社ファイネスとなる。
  - 7月 - 株式会社オオノの株式を取得、子会社化。

## 事業所一覧
（本社・物流センター）
- 本社（仙台市青葉区）、八乙女ビル（仙台市泉区）、宮城物流センター（黒川郡大和町）、山形物流センター（山形市）、新潟物流センター（新潟市西区）、川口物流センター（埼玉県川口市）

（青森営業部）
- 青森支店、弘前支店、八戸支店、十和田支店、つがる出張所、むつ出張所

（岩手営業部）
- 盛岡支店（紫波郡矢巾町）、北上支店、一関支店、二戸支店、久慈支店、宮古支店、大船渡支店、水沢分室（奥州市）

（秋田営業部）
- 秋田支店、大館支店、大曲支店（大仙市）、能代支店、秋田県南支店（由利本荘市）

（宮城営業部）
- 仙台支店（仙台市泉区）、仙台中央支店（仙台市若林区）、南仙台支店（名取市）、古川支店（大崎市）、石巻支店、気仙沼支店

（山形営業部）
- 山形支店、米沢支店、村山支店（東根市）、新庄支店、酒田支店、鶴岡支店

（福島営業部）
- 福島支店、郡山支店、白河支店、原町支店（南相馬市）、いわき支店、会津支店（会津若松市）

（新潟営業部）
- 新潟第一支店、新潟第二支店（いずれも新潟市西区）、新発田支店、長岡支店、上越支店、佐渡出張所

（栃木営業部）
- 宇都宮支店、佐野支店、那須出張所（大田原市）

（東京営業部）
- 東京支店（東京都世田谷区）、東京中央支店（東京都板橋区）、八王子出張所、羽田出張所（東京都大田区）、城東出張所（東京都江戸川区）、所沢出張所（埼玉県）

（関連施設）
- 蔵王研修センター（刈田郡蔵王町）

## 関連会社

### 仙台市内
- 株式会社オオノ（青葉区）
- 株式会社プレアーク（青葉区）ーベルサンピアみやぎ泉

### 宮城県内
- 株式会社バイタルケア（名取市）
- 株式会社ヘルスマート（名取市）
- 株式会社バイタルエクスプレス（名取市）
- 株式会社宮城登米広域介護サービス（登米市）

### その他の地域
- 株式会社ヘルスマート新潟（医薬品関連事業・小売）（新潟市）
- 株式会社アグロジャパン（動物用医薬品の卸売)（新潟市）
- 株式会社バイタルグリーン（農薬・農業用資材等の卸売）（新潟市）
- 株式会社ケーエスアール（東京都目黒区）

## 企業スポーツ
- バイタルネット硬式野球部（社会人野球）